# Acharnes
Ne doit pas être confondu avec le dème moderne d'Acharnés.
Dans la Grèce antique, Acharnes (en grec ancien Ἀχαρναί / Akharnaí, pluriel) est le plus vaste des dèmes d’Attique, situé au pied du mont Parnès, à 60 stades au nord d’Athènes, en territoire de la tribu des Œnéides.
La porte nord du mur de Thémistocle portait le nom de porte d'Acharnes (Ἀχαρνικαὶ Πύλαι) ; de là partait la route menant à Acharnes.
Un politicien du Ve siècle av. J.-C., Phéax, membre du parti aristocrate, adversaire d’Alcibiade, vient de ce dème. Acharnes est cité par Pindare dans sa Deuxième Néméenne dédiée à Timodème, vainqueur au pancrace originaire de ce dème : « Acharnes de jadis / est dite noble. »
Terre fertile, Acharnes produit des céréales, du vin et de l'huile d’olive. Pendant la guerre du Péloponnèse, le dème fournit 3000 hoplites, soit un dixième de l’armée civique. Il est ravagé en 431 av. J.-C. au cours de l'invasion de l'Attique par les troupes spartiates menées par le roi Archidamos II.
Il a été rendu célèbre par la comédie d’Aristophane Les Acharniens (425 av. J.-C., premier prix des Lénéennes), qui met en scène un citoyen épris de paix, Dicéopolis aux prises avec les Acharniens belliqueux, représentés de manière burlesque en charbonniers. On ignore presque tout de la topographie antique d’Acharnes, qui se situe dans l’actuelle municipalité de Ménidi, dans la banlieue nord-ouest d’Athènes. En février 2007, des travaux ont néanmoins mis au jour une partie du théâtre antique — spécifiquement des gradins du koilon.

## Personnalités issues d'Acharnes
- Léodamas d'Acharnes